# 植田隆
植田 隆（うえだ たかし、1952年〈昭和27年〉5月1日 - ）は、日本の地方公務員。三重県総務部長、三重県副知事、同県信用保証協会会長などを歴任。

## 人物・経歴
1975年4月 三重県庁入庁、2007年 (平成19年) 4月 同東京事務所長、2009年4月 同総務部長、2012年4月 同副知事、2016年4月 三重県信用保証協会会長。2021年 (令和3年) 6月 稲垣清文を後任として同会長を退任。一般財団法人三重県友の会理事長、2022年6月 三重交通グループホールディングス社外取締役。

## 栄典
2022年、秋の叙勲で瑞宝中綬章を受章。